# Odontocraspis hasora
Odontocraspis hasora är en fjärilsart som beskrevs av Swinhoe 1894. Odontocraspis hasora ingår i släktet Odontocraspis och familjen ädelspinnare. Inga underarter finns listade i Catalogue of Life.